# Lotta ai XIII Giochi del Mediterraneo
I tornei di Lotta ai XIII Giochi del Mediterraneo si sono svolti nel giugno 1997 presso la Fiera del Levante a Bari, in Italia. Il programma ha previsto competizioni individuali solamente maschili, con l'attribuzione di 15 medaglie d'oro complessive, di cui 8 per la specialità della lotta greco-romana e 7 per la lotta libera.

## Podi

### Uomini
| Evento                   | Oro                     | Argento                | Bronzo                  |
| Lotta greco-romana       |                         |                        |                         |
| fino a 54 kg (dettagli)  | Khaled Al Faraj         | Francesco Costantino   | Ercan Yildiz            |
| fino a 58 kg (dettagli)  | Efstathios Theodosiadis | Erguder Besikdamat     | Zakaria Al Nached       |
| fino a 63 kg (dettagli)  | Mehmet Âkif Pirim       | Thierry Bastien        | Aristidis Roumbinian    |
| fino a 69 kg (dettagli)  | Nandor Sabo             | Mecnun Guler           | Rade Bacic              |
| fino a 76 kg (dettagli)  | Ivon Riemer             | Dimitrios Avramis      | Karammohamed Gaber      |
| fino a 85 kg (dettagli)  | Hamza Yerlikaya         | Philippe Nagy          | Aleksandar Jovancevic   |
| fino a 97 kg (dettagli)  | Hakki Basar             | Giuseppe Giunta        | Konstantinos Thanos     |
| fino a 125 kg (dettagli) | Anastasios Sofianidis   | Saban Donat            | Stipe Damjanovic        |
| Lotta libera             |                         |                        |                         |
| fino a 54 kg (dettagli)  | Mevlana Kulac           | David Legrand          | Yassin Al Orabi         |
| fino a 58 kg (dettagli)  | Harun Dogan             | Konstantinos Kesanidis | Mohamed Amine Benhamadi |
| fino a 63 kg (dettagli)  | Giovanni Schillaci      | Araut Parsekian        | Muharrem Demiregen      |
| fino a 69 kg (dettagli)  | Yüksel Şanlı            | Ahmad Al Ossta         | Salvatore Rinella       |
| fino a 76 kg (dettagli)  | Kamil Kocaagaoglu       | Lazaros Loizidis       | Angelo Camarda          |
| fino a 97 kg (dettagli)  | Aftandil Xanthopoulos   | Ndue Njebza            | William Rombouts        |
| fino a 125 kg (dettagli) | Zekeriya Guclu          | Mario Miketek          | Anastasios Symeonidis   |

## Medagliere
| Posizione | Paese      |    |    |    | Totale |
| --------- | ---------- | -- | -- | -- | ------ |
| 1         | Turchia    | 8  | 3  | 2  | 13     |
| 2         | Grecia     | 3  | 3  | 3  | 9      |
| 3         | Francia    | 1  | 3  | 1  | 5      |
| 4         | Italia     | 1  | 2  | 2  | 5      |
| 5         | Siria      | 1  | 1  | 2  | 4      |
| 6         | Jugoslavia | 1  | 0  | 1  | 2      |
| 7         | Croazia    | 0  | 1  | 1  | 2      |
| 8         | Cipro      | 0  | 1  | 0  | 1      |
| 8         | Albania    | 0  | 1  | 0  | 1      |
| 10        | Algeria    | 0  | 0  | 1  | 1      |
| 10        | Egitto     | 0  | 0  | 1  | 1      |
| 10        | Slovenia   | 0  | 0  | 1  | 1      |
| Totale    | Totale     | 15 | 15 | 15 | 45     |